# Линдау (Кил)
Линдау (њем. Lindau) општина је у њемачкој савезној држави Шлезвиг-Холштајн. Једно је од 165 општинских средишта округа Рендсбург. Према процјени из 2010. у општини је живјело 1.326 становника. Посједује регионалну шифру (AGS) 1058096.

## Географски и демографски подаци
Линдау се налази у савезној држави Шлезвиг-Холштајн у округу Рендсбург. Општина се налази на надморској висини од 13 метара. Површина општине износи 25,2 km². У самом мјесту је, према процјени из 2010. године, живјело 1.326 становника. Просјечна густина становништва износи 53 становника/km².